# Liste des titres musicaux numéro un en Autriche en 2024
Cette page liste les titres numéro un dans les meilleures ventes de disques en Autriche pour l'année 2024.

## Classement des singles
| N° | Date         | Artiste                           | Titre                           | Référence |
| -- | ------------ | --------------------------------- | ------------------------------- | --------- |
| 1  | 2 janvier    | Mariah Carey                      | All I Want for Christmas Is You |           |
| 2  | 9 janvier    | Cassö (de), Raye & D-Block Europe | Prada                           |           |
| 3  | 16 janvier   | Luciano                           | Time                            |           |
| 4  | 23 janvier   | Cassö, Raye & D-Block Europe      | Prada                           |           |
| 5  | 30 janvier   | Cassö, Raye & D-Block Europe      | Prada                           |           |
| 6  | 6 février    | Natasha Bedingfield               | Unwritten                       |           |
| 7  | 13 février   | Natasha Bedingfield               | Unwritten                       |           |
| 8  | 20 février   | Benson Boone                      | Beautiful Things                |           |
| 9  | 27 février   | Benson Boone                      | Beautiful Things                |           |
| 10 | 5 mars       | Benson Boone                      | Beautiful Things                |           |
| 11 | 12 mars      | Benson Boone                      | Beautiful Things                |           |
| 12 | 19 mars      | Benson Boone                      | Beautiful Things                |           |
| 13 | 26 mars      | Benson Boone                      | Beautiful Things                |           |
| 14 | 2 avril      | Benson Boone                      | Beautiful Things                |           |
| 15 | 9 avril      | Artemas                           | I Like the Way You Kiss Me      |           |
| 16 | 16 avril     | Artemas                           | I Like the Way You Kiss Me      |           |
| 17 | 23 avril     | Artemas                           | I Like the Way You Kiss Me      |           |
| 18 | 30 avril     | Artemas                           | I Like the Way You Kiss Me      |           |
| 19 | 7 mai        | Artemas                           | I Like the Way You Kiss Me      |           |
| 20 | 14 mai       | Artemas                           | I Like the Way You Kiss Me      |           |
| 21 | 21 mai       | Artemas                           | I Like the Way You Kiss Me      |           |
| 22 | 28 mai       | Artemas                           | I Like the Way You Kiss Me      |           |
| 23 | 4 juin       | Artemas                           | I Like the Way You Kiss Me      |           |
| 24 | 11 juin      | Eminem                            | Houdini                         |           |
| 25 | 18 juin      | Eminem                            | Houdini                         |           |
| 26 | 25 juin      | Eminem                            | Houdini                         |           |
| 27 | 2 juillet    | Artemas                           | I Like the Way You Kiss Me      |           |
| 28 | 9 juillet    | Artemas                           | I Like the Way You Kiss Me      |           |
| 29 | 16 juillet   | Artemas                           | I Like the Way You Kiss Me      |           |
| 30 | 23 juillet   | Eminem                            | Houdini                         |           |
| 31 | 30 juillet   | Eminem                            | Houdini                         |           |
| 32 | 6 août       | Shirin David                      | Bauch Beine Po                  |           |
| 33 | 13 août      | Shirin David                      | Bauch Beine Po                  |           |
| 34 | 20 août      | RAF Camora                        | Out of the Dark                 |           |
| 35 | 27 août      | RAF Camora                        | Out of the Dark                 |           |
| 36 | 3 septembre  | Shirin David                      | Bauch Beine Po                  |           |
| 37 | 10 septembre | Shirin David                      | Bauch Beine Po                  |           |
| 38 | 17 septembre | Linkin Park                       | The Emptiness Machine           |           |
| 39 | 24 septembre | Linkin Park                       | The Emptiness Machine           |           |
| 40 | 1er octobre  | Linkin Park                       | The Emptiness Machine           |           |
| 41 | 8 octobre    | Linkin Park                       | The Emptiness Machine           |           |

## Classement des albums
| N° | Date         | Artiste                                        | Titre                                   | Référence |
| -- | ------------ | ---------------------------------------------- | --------------------------------------- | --------- |
| 1  | 2 janvier    | The Rolling Stones                             | Hackney Diamonds                        |           |
| 2  | 9 janvier    | The Rolling Stones                             | Hackney Diamonds                        |           |
| 3  | 16 janvier   | Daniela Alfinito                               | Einfach echt                            |           |
| 4  | 23 janvier   | Wiener Philharmoniker                          | Neujahrskonzert 2024                    |           |
| 5  | 30 janvier   | Fantasy                                        | Phönix aus der Asche                    |           |
| 6  | 6 février    | Oliver Haidt                                   | Komet                                   |           |
| 7  | 13 février   | Wiener Philharmoniker                          | Neujahrskonzert 2024                    |           |
| 8  | 20 février   | Kanye West & Ty Dolla Sign                     | Vultures 1                              |           |
| 9  | 27 février   | Kanye West & Ty Dolla Sign                     | Vultures 1                              |           |
| 10 | 5 mars       | Ina Regen & Tonkünstler-Orchester              | Was ma heut net träumen                 |           |
| 11 | 12 mars      | Bruce Dickinson                                | The Mandrake Project (en)               |           |
| 12 | 19 mars      | Judas Priest                                   | Invincible Shield                       |           |
| 13 | 26 mars      | Christina Stürmer                              | MTV Unplugged in Wien                   |           |
| 14 | 2 avril      | Alligatoah                                     | Off                                     |           |
| 15 | 9 avril      | Beyoncé                                        | Cowboy Carter                           |           |
| 16 | 16 avril     | Aut of Orda                                    | Das Empörium schlägt zurück             |           |
| 17 | 23 avril     | Mark Knopfler                                  | One Deep River                          |           |
| 18 | 30 avril     | Taylor Swift                                   | The Tortured Poets Department           |           |
| 19 | 7 mai        | Taylor Swift                                   | The Tortured Poets Department           |           |
| 20 | 14 mai       | Dua Lipa                                       | Radical Optimism                        |           |
| 21 | 21 mai       | Taylor Swift                                   | The Tortured Poets Department           |           |
| 22 | 28 mai       | Billie Eilish                                  | Hit Me Hard and Soft                    |           |
| 23 | 4 juin       | Billie Eilish                                  | Hit Me Hard and Soft                    |           |
| 24 | 11 juin      | Rainhard Fendrich & Philharmonie Salzburg (de) | Symphonisch in Schönbrunn               |           |
| 25 | 18 juin      | Wanda                                          | Ende nie                                |           |
| 26 | 25 juin      | Nockis                                         | Gefühlsecht                             |           |
| 27 | 2 juillet    | K.I.Z                                          | Görlitzer Park                          |           |
| 28 | 9 juillet    | Nockis                                         | Gefühlsecht                             |           |
| 29 | 16 juillet   | Billie Eilish                                  | Hit Me Hard and Soft                    |           |
| 30 | 23 juillet   | Eminem                                         | The Death of Slim Shady (Coup de Grâce) |           |
| 31 | 30 juillet   | Eminem                                         | The Death of Slim Shady (Coup de Grâce) |           |
| 32 | 6 août       | Powerwolf                                      | Wake Up the Wicked                      |           |
| 33 | 13 août      | Taylor Swift                                   | The Tortured Poets Department           |           |
| 34 | 20 août      | Taylor Swift                                   | The Tortured Poets Department           |           |
| 35 | 27 août      | Ayliva                                         | In Liebe                                |           |
| 36 | 3 septembre  | Sabrina Carpenter                              | Short n' Sweet                          |           |
| 37 | 10 septembre | Ski Aggu                                       | Wilmersdorfs Kind                       |           |
| 38 | 17 septembre | David Gilmour                                  | Luck and Strange                        |           |
| 39 | 24 septembre | David Gilmour                                  | Luck and Strange                        |           |
| 40 | 1er octobre  | Die Amigos                                     | Stimmen der Nacht                       |           |
| 41 | 8 octobre    | Udo Jürgens                                    | Udo 90                                  |           |